# Hameln (In Extremo)
Hameln (Hamelín, en español), es el segundo álbum de estudio de la banda alemana de Folk metal In Extremo (en esta época Folk Acústico), al igual que su predecesor, es un disco enteramente acústico y autoproducido por la banda.

## Lista de canciones
| N.º   | Título                                           | Escritor(es) | Duración |  |
| 1.    | «Reth»                                           |              | 1:27     |  |
| 2.    | «Quant Je Sui Mis Au Retour»                     |              | 2:49     |  |
| 3.    | «Stella splendens»                               |              | 2:49     |  |
| 4.    | «Bor Bollen Schusseln»                           |              | 3:36     |  |
| 5.    | «Traubentritt»                                   |              | 3:54     |  |
| 6.    | «Two Sostra/Barpa»                               |              | 2:40     |  |
| 7.    | «Reth»                                           |              | 0:34     |  |
| 8.    | «Estampre»                                       |              | 1:40     |  |
| 9.    | «Dodet»                                          |              | 3:24     |  |
| 10.   | «Französisch»                                    |              | 2:24     |  |
| 11.   | «Reth/Tierliebe»                                 |              | 1:41     |  |
| 12.   | «Bre Rann Icb Da Llerz Merner Liebsten Gewinnen» |              | 2:16     |  |
| 13.   | «Bameln»                                         |              | 5:03     |  |
| 14.   | «Merseburger Zauberspruche»                      |              | 2:14     |  |
| 15.   | «Bonus Für Insider»                              |              | 0:46     |  |
| 43:14 |                                                  |              |          |  |